# Ahmadou Kourouma
Pour les articles homonymes, voir Kourouma.
Ahmadou Kourouma, né le 24 novembre 1927 à Boundiali en Côte d'Ivoire et mort le 11 décembre 2003 à Bron en France, est un écrivain ivoirien.

## Biographie
Ahmadou Kourouma est un écrivain ivoirien d'ethnie malinké. Son nom signifie « guerrier » en langue malinké. Son père est un marchand de noix de kola. Il vit une partie de son enfance à Togobala en Guinée. Ce lieu a constitué un des cadres de Les Soleils des indépendances, sa première œuvre. Sous la responsabilité de son oncle Fondio, il fréquente l'école rurale de Boundiali, à partir de l'âge de sept ans, dès 1935. Il poursuit ses études à l'école régionale de Korhogo (dans le nord de la Côte d'Ivoire) (1942), à l'école primaire supérieure de Bingerville (1943) et à l'école technique supérieure de Bamako (1947). Deux années plus tard, il est renvoyé de l'école pour avoir conduit des mouvements estudiantins et retourne en Côte d'Ivoire en tant que tirailleur au Bataillon autonome de Côte d'Ivoire à Bouaké. Cette période coïncide avec les luttes pour l'indépendance des colonies africaines. Il est arrêté pour insubordination après avoir refusé de prendre part à des interventions visant la répression des manifestations du Rassemblement démocratique africain (RDA). Comme sanction, il est emprisonné, dégradé et forcé de se rendre en Indochine.
De 1950 à 1954, il est envoyé comme tirailleur sénégalais en Indochine, à titre disciplinaire, avant de rejoindre la métropole pour suivre des études de mathématiques et d'actuariat à Lyon en France (à l'ISFA, Institut de science financière et d'assurances). En 1960, lors de l’indépendance de la Côte d'Ivoire, il revient vivre dans son pays natal. En 1961, il travaille comme sous-directeur de la Caisse Nationale de Prévoyance Sociale. Mais il est très vite inquiété par le régime du président Félix Houphouët-Boigny. Il connaît la prison avant de partir en exil dans différents pays dont l'Algérie (1964-1969). Là-bas, il participe à la création de la Caisse algérienne d'assurance et de réassurance. Il quitte l'Algérie pour la France en 1969. Il est embauché dans une banque parisienne et occupe le poste de sous-directeur d'une de ses agences à Abidjan en 1971. Ahmadou Kourouma est aussi un grand athlète. Il est champion de saut en longueur en Indochine et champion de saut en hauteur à l'université de Lyon. Il a remporté plusieurs titres sportifs. Il vit également au Cameroun (1974-1984) et au Togo (1984-1994) avant de revenir vivre en Côte d'Ivoire.
En 1968, son premier roman, Les Soleils des indépendances, porte un regard très critique sur les gouvernants de l’après-décolonisation. En 1972, il tente de faire représenter sur scène sa pièce de théâtre Tougnantigui ou le Diseur de vérité. En 1988, son deuxième roman, Monnè, outrages et défis, retrace un siècle d’histoire coloniale. Sa vie sportive et familiale, et surtout ses activités professionnelles d'assureur itinérant, exigeant de nombreux déplacements, ont largement freiné sa production littéraire qui est restée à l'état d'ébauche ou de projets. Ce n'est qu'à l'âge de la "pleine retraite" qu'il a pu reprendre pied dans le monde littéraire, et réaliser quelques projets avec un indéniable succès.
En 1998, son troisième roman, En attendant le vote des bêtes sauvages, raconte l’histoire d’un chasseur de la « tribu des hommes nus » qui devient dictateur. À travers ce roman, qui obtient le Prix du Livre Inter, on reconnaît facilement le parcours du chef d'État togolais Gnassingbé Eyadema et diverses personnalités politiques africaines contemporaines.
En 2000, son quatrième roman, Allah n'est pas obligé, raconte l’histoire d’un enfant orphelin qui, parti rejoindre sa tante au Liberia, y devient enfant soldat. Ce livre obtient le Prix Renaudot, le Prix Goncourt des lycéens et le Prix Amerigo-Vespucci. La même année, il est récompensé par le grand prix Jean-Giono pour l'ensemble de son œuvre.
Lorsqu’en septembre 2002, la guerre civile éclate en Côte d'Ivoire, l'écrivain déjà malade prend position contre l’ivoirité, « une absurdité qui nous a menés au désordre » et pour le retour de la paix dans son pays. Il meurt le 11 décembre 2003 à Bron.
Au moment de sa mort, il travaillait à la rédaction d’un nouveau livre, Quand on refuse on dit non, une suite d’Allah n'est pas obligé : le jeune héros, enfant soldat démobilisé, retourne en Côte d’Ivoire à Daloa, et vit le conflit ivoirien. Ce roman est publié à titre posthume en 2004.
L'épouse d'Ahmadou Kourouma, rencontrée pendant son séjour à Lyon, est de citoyenneté française : le couple a eu quatre enfants. Onze ans après sa mort, en novembre 2014, sa dépouille est transférée de Lyon en Côte d'Ivoire.

## Œuvre

### Théâtre
- Tougnantigui ou le Diseur de vérité, pièce censurée après quelques représentations à Abidjan en 1972, reprise en 1996, puis éditée en 1998 chez Acoria,
- Allah n'est pas obligé a été créé au Théâtre de Poche de Bruxelles en mai 2004 (adaptation de Christian Leblicq) avec Ansou Diedhiou, Enrico Lukaya Kabaka et Florin Siniha. Musicien : Adama Ouedraogo. Mise en scène de René Georges, assisté de Grazia Di Vincenzo.

### Romans
- 1968 : Les Soleils des indépendances (Presses de l'Université de Montréal, publié au Seuil en 1970), obtient sur manuscrit le Prix 1968 de la revue québécoise Études françaises. et en 1970, le prix Maillé-Latour-Landry de l’Académie française.
- 1990 : Monnè, outrages et défis (Seuil), Grand prix littéraire d'Afrique noire[6].
- 1998 : En attendant le vote des bêtes sauvages (Seuil 1999) (Prix du Livre Inter). 
  - Un extrait du roman, alors qu’Ahamadou Kourouma y travaillait encore, a été publié sous le titre « Comment le guide suprême débarrassa le pays des quatre monstres qui le terrorisaient », Études françaises, vol. 31, no 1,‎ été 1995, p. 7-11 (lire en ligne).
- 2000 : Allah n'est pas obligé (Seuil) (Prix Amerigo-Vespucci, Prix Renaudot, Prix Goncourt des lycéens).
- 2004 : Quand on refuse on dit non (Seuil).
- Œuvres complètes – Ahmadou Kourouma, Les Soleils des indépendances ; Monnè, outrages et défis ; En attendant le vote des bêtes sauvages ; Allah n'est pas obligé ; Quand on refuse on dit non ; Le Diseur de vérité, Le Seuil, 2010 (ISBN 978-2-02-103461-5)

### Livres pour enfants
- 1998 : Yacouba, chasseur africain (Gallimard Jeunesse, coll. Folio Junior, illustrations de Claude et Denise Millet).
- 2000 : Le Griot, homme de parole (Édition Grandir).
- 2000 : Le Chasseur, héros africain (Édition Grandir).
- 2000 : Le Forgeron, homme de savoir (Édition Grandir).
- 2000 : Prince, Suzerain actif (Édition Grandir).

### Articles et entretiens
- « 10 Traduire l’intraduisible », dans Lise Gauvin, L'écrivain francophone à la croisée des langues. Entretiens, Paris, Karthala, 2009 (lire en ligne), p. 153-162
- « ‘‘Il faudrait qu'on parle de nous.’’ Entretien avec Ahmadou Kourouma. Propos recueillis par Manfred Loimeier », Africultures, vol. 54, no 1,‎ 2003, p. 199-200 (lire en ligne)
- « Écrire en français, penser dans sa langue maternelle », Études françaises, vol. 33, no 1,‎ printemps 1997, p. 115-118 (lire en ligne)

### Autres préfaces ou nouvelles
- 1998 : "Allah n'est pas obligé de faire juste toutes ses choses", in Les Chaînes de l'esclavage, Fleurent-Massot, Paris, 1998, p. 244-257 (nouvelle)
- 2002 : Boniface Mongo-Mboussa, Désir d'Afrique, collection Continents noirs, Gallimard (préface)
- 2003 : Paroles de griots avec Ousmane Sow et Mathilde Voinchet, collection Carnets de sagesse, éditions Albin Michel (préface).
- 2003 et 2004 : Le Grand livre des proverbes africains présentés, traduits et rassemblés par Mwamba Cabakulu, Presse du Châtelet, Paris, 2003 et sa réédition Maxi proverbes africains, 2004,  (ISBN 978-2-501-04250-5) (avant-propos du livre)

## Hommages
En hommage à son œuvre, une maison porte son nom à Lyon. Située dans le Jardin des Chartreux dans le 1er arrondissement, la Maison Ahmadou-Kourouma accueille des associations. L'inauguration a eu lieu le 20 novembre 2010.
Un prix littéraire décerné au Salon du livre de Genève depuis 2004 porte son nom. Le prix Ahmadou-Kourouma récompense chaque année un ouvrage consacré à l'Afrique noire.